# Candon

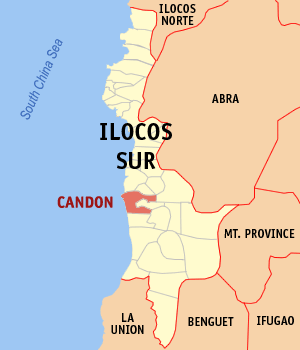
Candons läge i Södra Ilocos

Candon (officiellt City of Candon) är en stad i norra Filippinerna och ligger i provinsen Södra Ilocos (Ilocos Sur), Ilocosregionen. Den hade 56 270 invånare vid folkräkningen 2007.
Staden är uppdelad i 42 smådistrikt, barangayer, varav endast fyra är klassificerade som urbana.